# ScienceDirect

Schriftzug

ScienceDirect ist eine durch den Wissenschaftsverlag Elsevier betriebene Online-Datenbank.
Die Volltextdatenbank enthält Artikel von über 5.300 begutachteten wissenschaftlichen Zeitschriften sowie über 36.000 Bücher dieses Verlags. Sie enthält damit einen Bestand von mehr als 13 Millionen Artikeln oder Buchkapiteln, der mit einer Rate von knapp einer halben Million pro Jahr anwächst. Dokumente anderer wissenschaftlicher Verlage sind nicht nachgewiesen oder im Volltext enthalten. ScienceDirect gibt es seit März 1997.
Der größte Teil der Dokumente in ScienceDirect ist nicht frei verfügbar. Nur wenn entsprechende Institutionen wie Hochschulbibliotheken Lizenzen für die Onlinenutzung einzelner Publikationen erwerben, ist der Zugriff für den entsprechenden Nutzerkreis möglich. Nur die Inhalte der etwa 1500 Open-Access-Zeitschriften sowie einzelne weitere Open-Access-Artikel sind direkt zugänglich. ScienceDirect konkurriert auch mit anderen großen Aggregatoren und Hosts für wissenschaftliche Kommunikationsinhalte wie dem akademischen sozialen Netzwerk ResearchGate und dem Open-Access-Repositorium arXiv sowie mit vollständig frei zugänglichen Publikationsorten und Mega-Journalen wie PLOS um das Publikum.